# IJskruid
Het ijskruid of ijsplantje (Mesembryanthemum crystallinum) is een plant uit de familie Aizoaceae. Zijn naam dankt de plant aan zijn glinsterende, doorschijnende blaasjes, die zich op de stengels en de bladeren bevinden. Onder deze blaasjes bevinden zich klieren, die natriumcarbonaat uitscheiden. Daarom wordt de plant ook wel “sodaplant” genoemd. De bladeren zijn eetbaar en smaken licht zoutig. De plant moet niet verward worden met Nieuw-Zeelandse spinazie (Tetragonia expansa) uit dezelfde plantenfamilie.

## Ecologie
Het ijskruid stamt oorspronkelijk van het Zuidelijk halfrond in Zuidwest Afrika en de Kaapregio, maar het komt op steeds meer plekken op het Noordelijk halfrond voor. De plant komt tegenwoordig verwilderd voor in het Middellandse Zeegebied, op de Canarische Eilanden en in Californië, Mexico en Zuid-Australië.
Door zijn grote vermogen om vocht uit te bodem te onttrekken, oefent het ijskruid een enorme concurrentiedruk uit op andere planten, die daarom in zijn omgeving snel te gronde gaan.
Tevens neemt onder het ijskruid het nitraatgehalte van de bodem toe. Ook dit verhindert de groei van concurrerende planten, vooral van grassen.
De plant beschikt over een verbazingwekkende zouthuishouding en kan zelfs na bederf nog zout opnemen en weer uitscheiden, terwijl een overschot aan natrium-ionen in de vorm van natriumcarbonaat worden uitgescheiden.

## Botanische beschrijving
Het is een eenjarige, rijk vertakte succulente plant met een kruipende groeiwijze. De plant kan gedurende het groeiseizoen een diameter van 1 meter bereiken. De bladeren zijn 6-12 cm lang en ei- tot spatelvormig. De bladeren hebben een min of meer stengel-omvattende voet en een golvende rand. De bladeren zijn met parelachtige, glinsterende, doorschijnende blaasjes bezet. Daaronder bevinden zich de talloze klieren, die zout uitscheiden. De 1 cm brede, alleenstaande, meestal witte bloemen zijn alleen open bij zonnig weer. Er bestaan ook rassen met rode of gele bloemen. De witte bloemen bezitten een opgezwollen kelk, die eveneens met blaasjes is bezet. De zaden zijn zeer klein en glanzend zwart van kleur.

## Kweek
Ook in Nederland wordt deze plant gekweekt. De kleine, zwarte zaden kunnen op 3–4 cm afstand van elkaar geplant worden. De plant kan zowel met vochtige als met droge standplaatsen uit de voeten. De temperatuur moet echter voortdurend boven de 20 °C liggen.

## Gebruik
De bladeren kunnen in salades worden verwerkt of worden gekookt als spinazie. Ook de stengels zijn eetbaar.

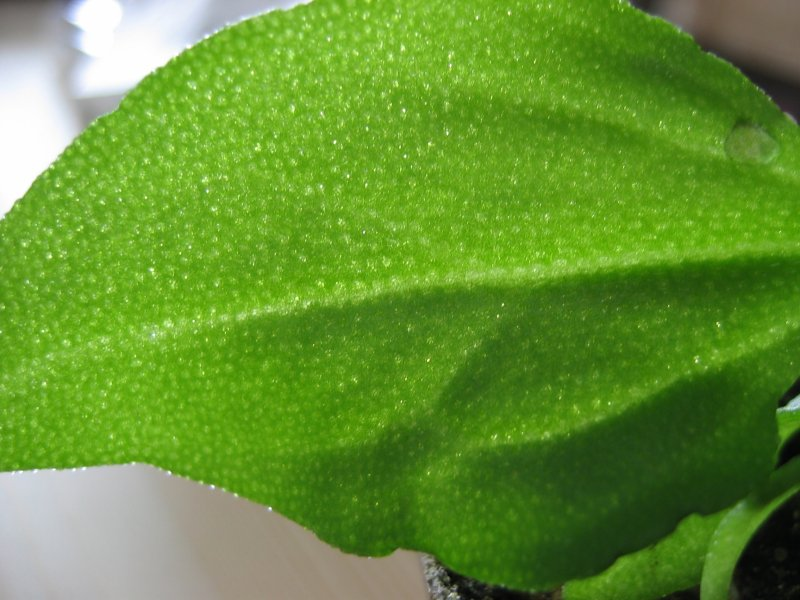
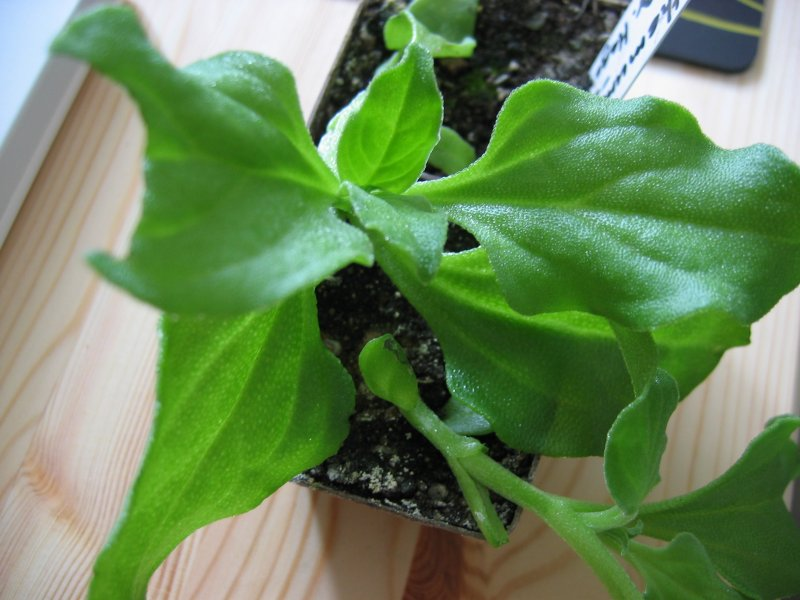
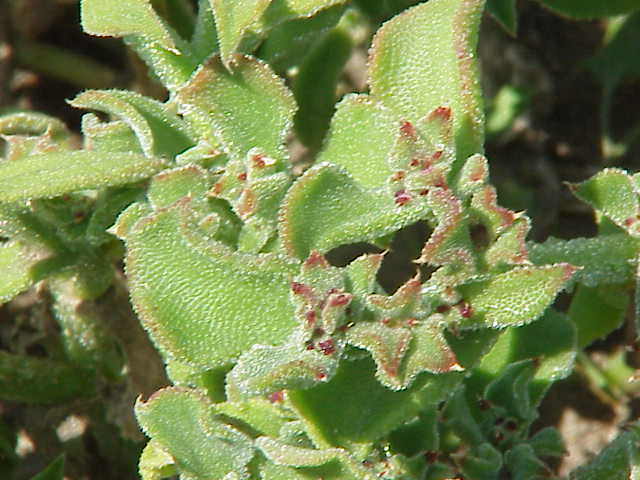
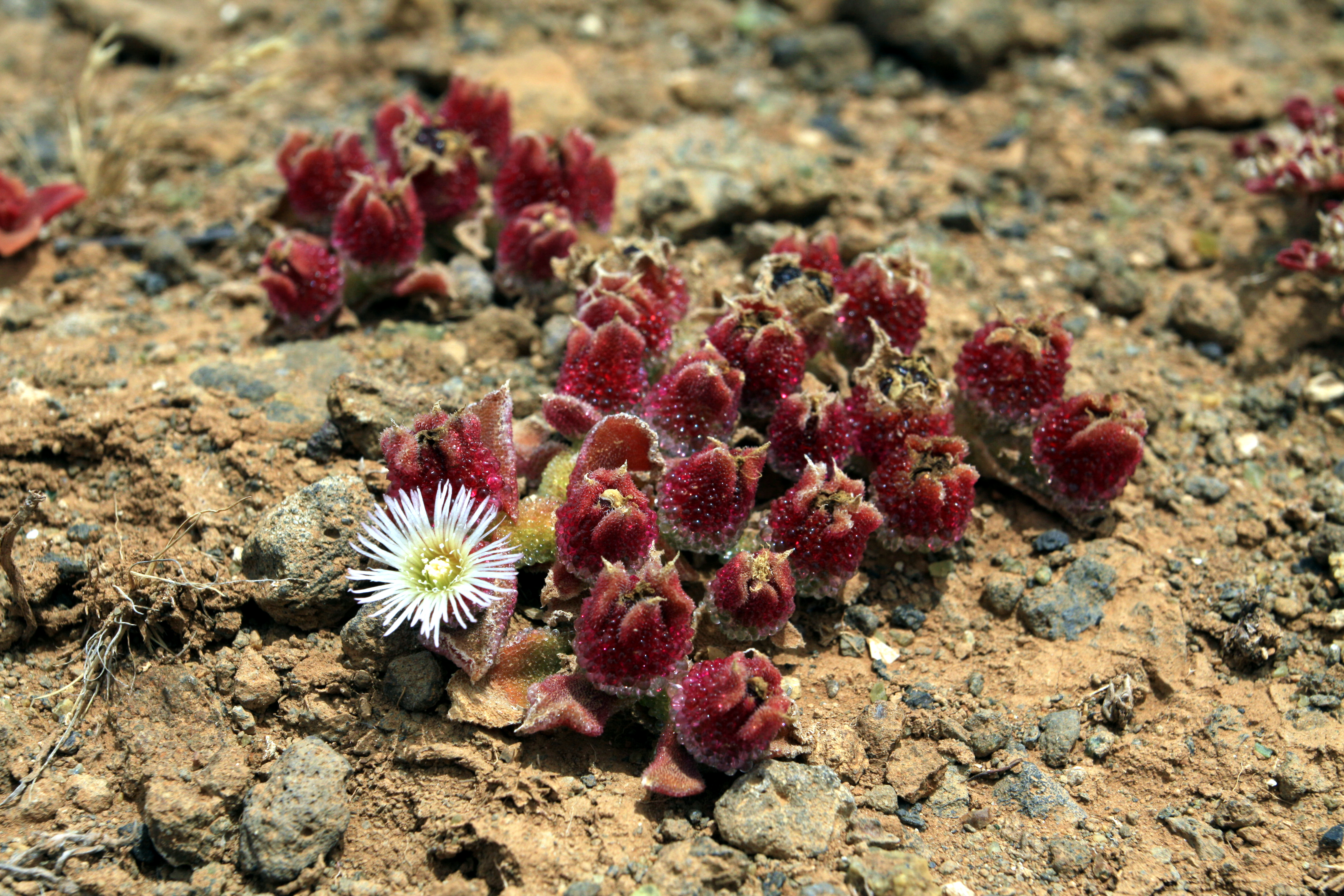